# جاجیم

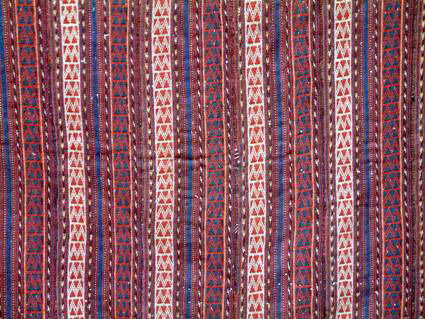
جاجیم نواری بروجرد

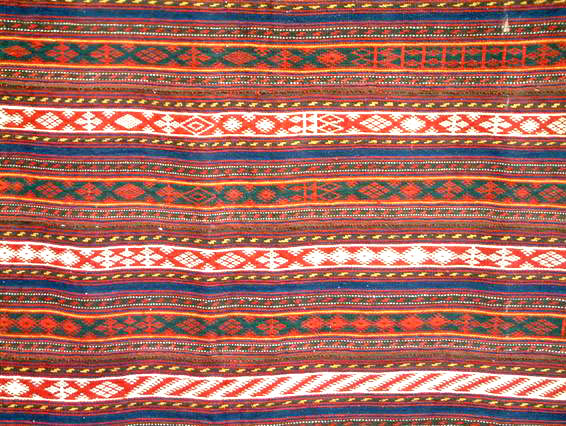
جاجیم لرستان

جاجیم یا جاجِم گونه‌ای زیرانداز دورویه است. جاجیم دست‌بافی است از پارچهٔ کلفت شبیه به پِلاس که از پلاس نازک‌تر است و آن را از نخ‌های رنگین و ظریف پشمی یا پنبه‌ای یا آمیزه‌ای از این دو می‌بافند.
جاجیم‌ها پرز ندازند و می‌توان از هر دو روی آن استفاده کرد. کوچ‌گردان از آن بهرهٔ زیادی می‌گیرند و کاربرد آن به عنوان روانداز و محافظ سرما است.جاجیم مناسب‌ترین چیزی بود که در قدیم روی کرسی می‌انداختند،  بود با متروک شدن کرسی زغالی بافت و مصرف جاجیم در شهرها و حتی در شهرستان‌های دور و نزدیک نیز به فراموشی رفت ولی روستائیان طبق عادت قدیمی مناسب‌ترین روانداز کرسی زمستانی را رها نساخته‌اند و پیر زن‌های دهاتی همچنان جاجیم خودشان را در زمستان و تابستان در فضای باز اطراف خانه و میدان ده یا هر مکانی که امکان داشته باشد دراز می‌کنند و سه‌پایه مخصوص آن را بر پا می‌دارند و جاجیم می‌بافند.
بافت جاجیم در اکثر قریب به اتفاق دهات و مناطق روستائی ایران مرسوم است تنها تفاوت جاجیم، ترکیب رنگ و ظرافت نخ و نقوشی است که روی آن ایجاد می‌کنند.جاجیم‌بافی به عنوان یکی از صنایع دستی رایج در ایران در بعضی استان‌ها از جمله گیلان،مازندران، آذربایجان شرقی، اردبیل، کرمان،کرمانشاه، کردستان، ایلام همدان، لرستان، استان خراسان جنوبی و فارس است که از دیرباز بین خانواده‌های روستایی و عشایر رواج داشته‌است. جاجیم به عنوان زیرانداز استفاده می‌شود وهم‌چنین هنگام کوچ عشایر برای بسته‌بندی و جابه‌جایی اسباب و لوازم کاربرد دارد.
گاهی نیز به‌عنوان بالاپوش گرم مورد استفاده قرار می‌گیرد. حتی در بین برخی از خانواده‌های روستایی جاجیم را به‌عنوان چشم‌روشنی و جهیزیه نوعروسان هدیه می‌دهند و به‌عنوان یادگاری ارزنده سال‌ها در خانوارها باقی می‌ماند.
مواد اولیه جاجیم پشم است و بافت آن شبیه گلیم است، با این تفاوت که جاجیم در چهار تخته بافته می‌شود و پس از بافتن به هم متصل و دوخته می‌شود. در منطقه اورامان و ثلاث باباجانی زنان جاجیم‌هایی را با نقوش متنوع و جنس مرغوب می‌بافند که در نوع خود کم‌نظیر است.

## چگونگی بافت جاجیم

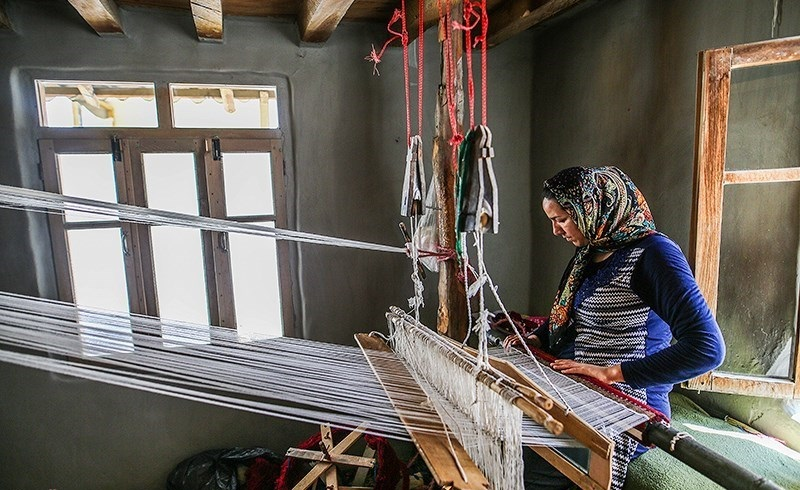
یک زن در حال بافتن جاجیم در بروجرد

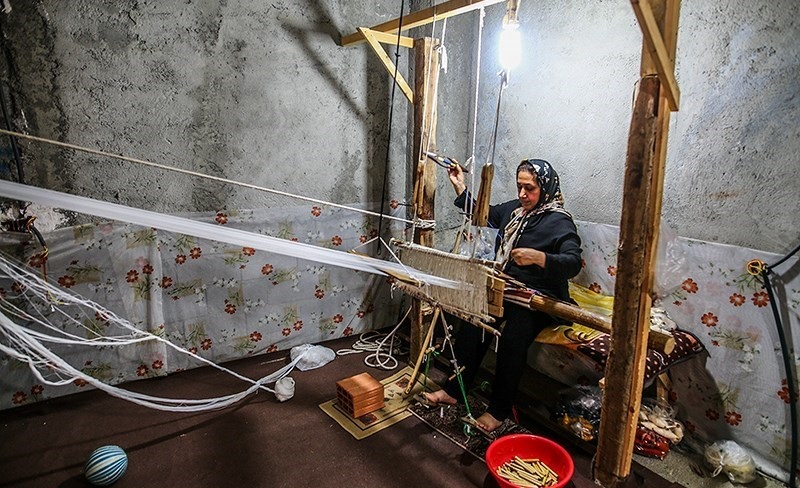
یک دستگاه جاجیم بروجرد

بافت جاجیم پس از تهیه نخ مورد نیاز در رنگ‌های مختلف یا چله‌کشی شروع می‌شود و اغلب تمام مراحل بافت مخصوصاً چله کشی آن در فضای باز و شبیه به چله‌دوانی قالی‌های فارسی بافت صورت می‌گیرد بدین ترتیب در محوطه‌های به طول تقریبی ۱۰ تا بیست متر به وسیلهٔ تعداد چهار میخ چوبی وضعیتی به شکل زیر روی زمین ایجاد می‌شود.
و گلوله‌های رنگی نخ توسط شخص چله کشی بدور این میخهای چوبی گردانده می‌شود. درازای تقریبی این چهار ضلعی بین ده تا پانزده متر است و طول محیط آن ۷ طول چله و در نهایت طول نوار جاجیم را تشکیل خواهد داد.
با گردش مداوم شخص چله کشی بدور این چهار‌ضلعی و تغییر دادن گلوله‌های رنگی نخ پشمی، طراحی(رنگ نقوش) جاجیم نیز شکل می‌گیرد چون در جاجیم بافی طراحی منحصراً بر روی تار یا چله انجام می‌گیرد در هر دور گردش نخ به دور محیط این چهار ضلعی یکنفر در نقطه (ب) نشسته در این نقطه همانند کوجی گذاشتن روی دار قالیبافی کوجی می‌گذارند این عمل را گوشواره چینی نیز می‌گویند شخص کوجی‌گذار گرداننده اصلی کار چله‌کشی بوده و از مهارت بیشتری برخوردار است و معمولاً گردش نخ توسط افرادی با مهارت کمتر و حداکثر اوقات هر نفر یک رنگ گلوله نخ را می‌گرداند و این عمل به دفعاتی تکرار می‌شود تا تعداد مورد نظ‌ر تار نخ که عرض نوار جاجیم را تشکیل خواهد داد بدور این میخهای چوبی گشته باشد.
پس از پایان چله‌کشی چله را روی زمین دراز می‌کنند بدین نحو که با دو عدد میخ چوبی یافلزی بزرگ عرض چله را در یکطرف محکم نموده و انتهای چله را که به صورت یک گلوله بزرگ پیچیده شده در انتها محکم می‌نمایند و ضمناً با گذاشتن یک سه پائه چوبی نسبتاً بزرگ جوکی را که بر روی چله سوار است از بالای سه‌پایه آویزان می‌کنند بدین ترتیب چله بر روی زمین آماده بافت بوده و جاجیم بافی آغاز می‌گردد.
همان طوری‌که اشاره شد چون در داخل منازل روستائی فضائی به طول پانزده متر کمتر پیدا می‌شود اغلب جاجیم را در معابر (کوچه و میدان ده) مستقر می‌کنند و این عمل را اصطلاحاً (دراز کردن جاجیم) می‌گویند و هر وقت که مشغول کار نیستند چله و سه‌پایه را جمع کرده و موقع کار مجدداً و به سادگی آن را دراز می‌کنند.

## تفاوت‌های گلیم و جاجیم
| ویژگی    | گلیم              | جاجیم              |
| -------- | ----------------- | ------------------ |
| نوع بافت | تخت‌بافی           | متراکم و درهم‌بافته |
| جنس      | پشم، پنبه         | پشم، پنبه          |
| ضخامت    | ضخیم‌تر            | نازک‌تر             |
| طرح      | نقوش هندسی و سنتی | راه‌ راه و ساده     |